# Wang Dalei
Wang Dalei (kinesisk: 王大雷, pinyin: Wáng Dàléi, født 10. januar 1989) er en kinesisk professionel fodboldspiller, der spiller for Chinese Super League-klubben Shandong Taishan og det kinesiske landshold.

## Klubkarriere

### Shanghai United
Den 11. marts 2006 debuterede Wang Dalei for Shanghai Uniteds førstehold på alderen af 17 imod Inter Xian, som betød at han blev den yngste professionel målmand i kinesisk fodbold.
Serie A-klubben Inter Milan inviteret ham til træning hos dem i sommerpausen.

### Shanghai Shenhua
I 2007 blev Wang Dalei Shanghai Shenhua-spiller, da Shanghai United og Shanghai Shenhua fusionerede.
Ved slutningen af 2007-sæsonen inviterede Premier League-klubben Manchester City ham og andre Shanghai Shenhua-spillere til prøvetræning hos dem.

### Shandong Taishan
Den 1. januar 2014 skiftede Wang Dalei til Chinese Super League-klubben Shandong Luneng.
Den 7. marts 2014 debuterede han for klubben i en 1-0 sejr over Harbin Yiteng.

## Landsholdskarriere
Den 6. september 2012 debuterede han for det kinesiske landshold i et 1-0 tab til Sverige.